# Битва при Франкфурте-на-Одере
Битва при Франкфурте-на-Одере (нем. Schlacht von Frankfurt (Oder)) — сражение Тридцатилетней войны, произошедшее 13 апреля 1631 года между войсками Швеции и Священной Римской империи за обладание Франкфуртом-на-Одере, важным пунктом на территории Бранденбурга. Город был взят шведскими войсками после двухдневной осады.

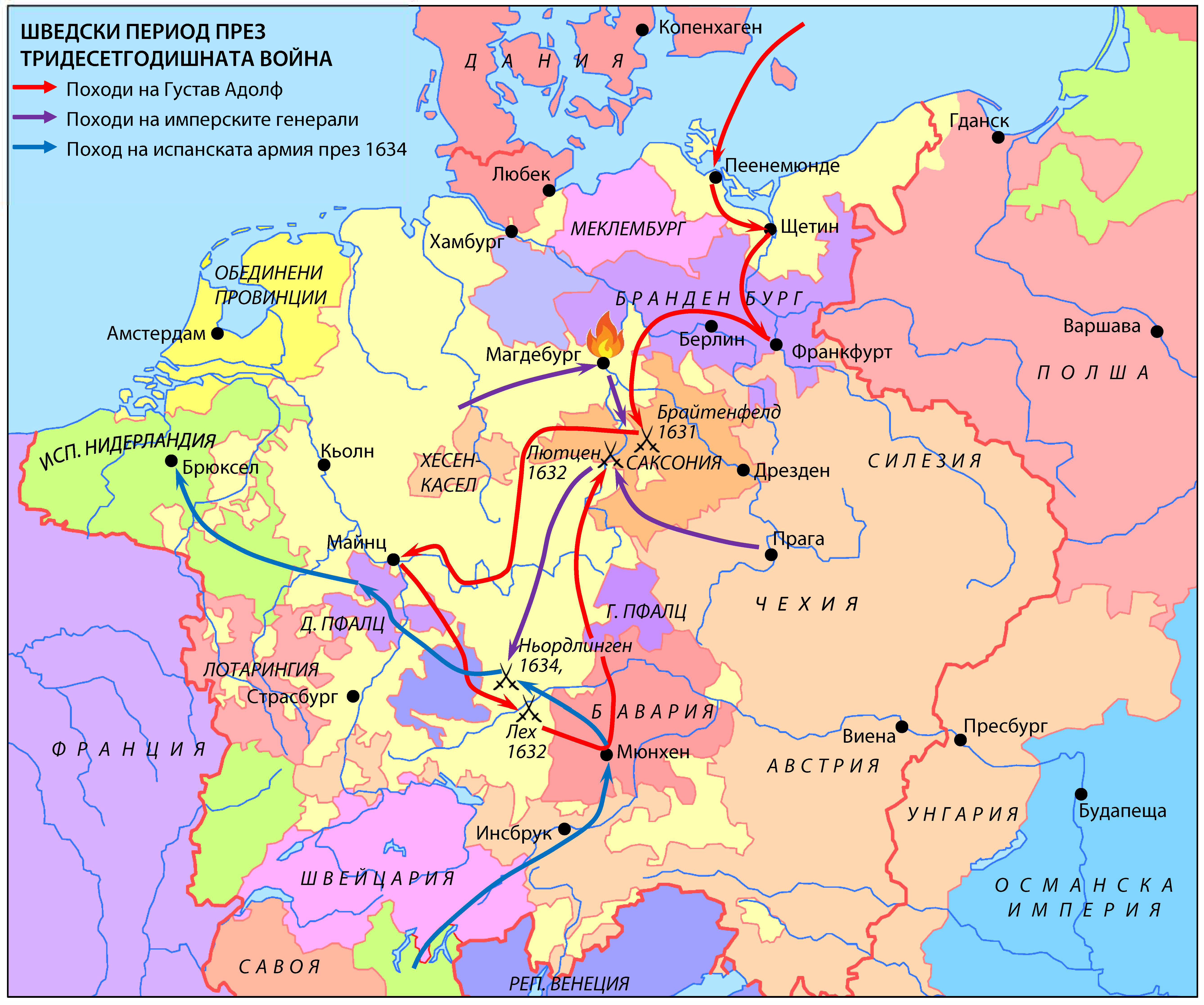
Шведский период Тридцатилетней войны

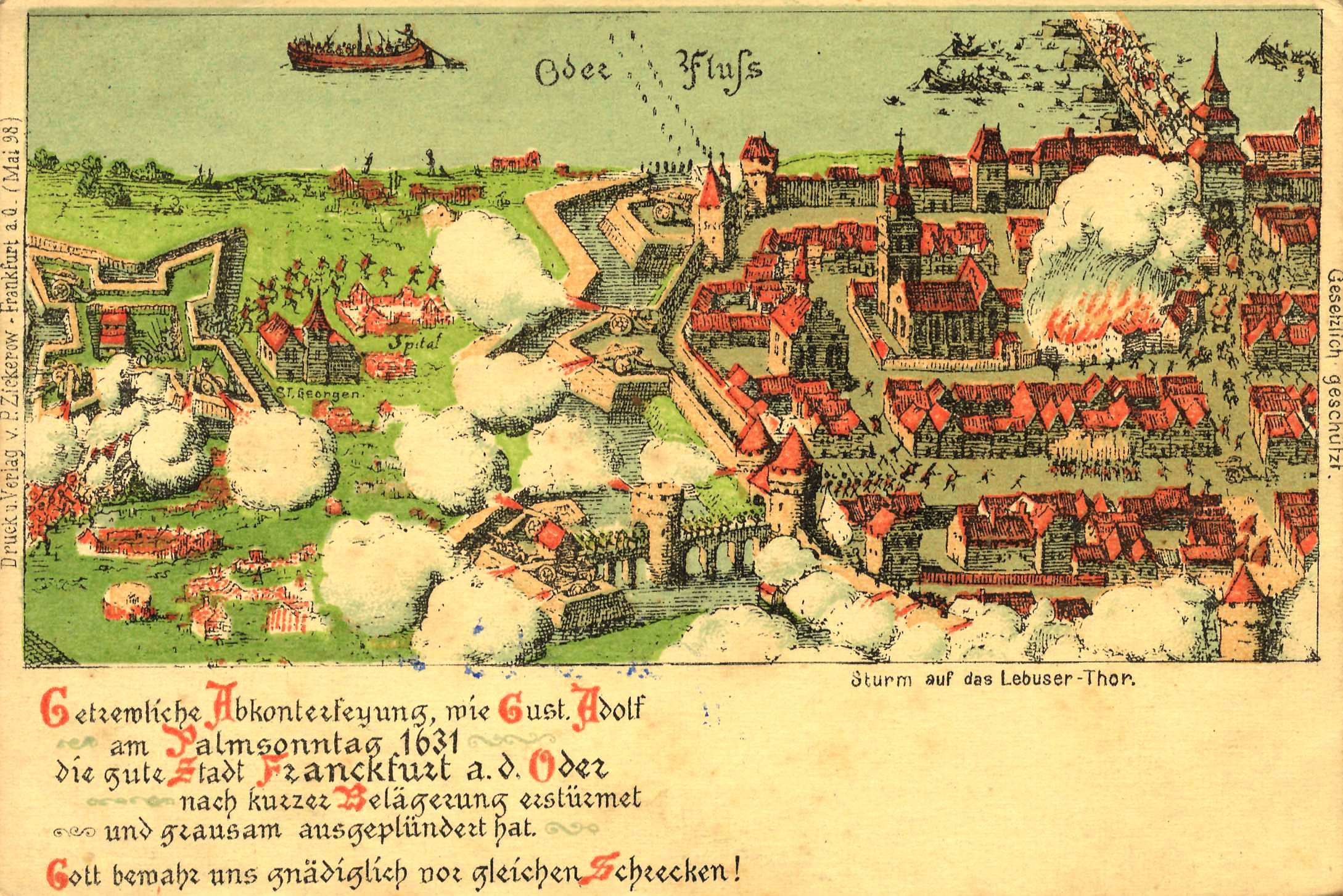
Взятие Франкфурта. Штурм Лебузерских ворот

## Предыстория
В июне 1630 года шведский король Густав II Адольф высадился с войсками в Померании, и превратил северо-восточную часть Германии в шведский плацдарм. 23 января 1631 года Швеция подписала в Бервальде союзный договор с Францией. С французскими деньгами Густав Адольф получил возможность нанять больше войск, и ему нужно было выиграть время, командовавший же Имперской армией Тилли, напротив, стремился вынудить шведов к генеральному сражению. Начало 1631 года прошло в манёврах шведской и имперской армии вдоль Одера: Тилли пытался вынудить шведов к сражению, Густав Адольф же, пользуясь тем, что шведы контролировали нижнее течение Одера, переходил с одного берега на другой (Тилли был вынужден перебрасывать свою армию кружным путём). В конце марта Тилли оставил во Франкфурте для прикрытия переправы 8-тысячный гарнизон, а сам с 26-тысячной армией двинулся по левому берегу Одера на Ной-Руппин. Густав Адольф, выстроив укрепления у Шведта, сделал там новую переправу через Одер, перешёл на правый берег и двинулся к Франкфурту.

## Ход сражения
После двухдневной осады шведы двинулись на штурм города. Наёмники, оборонявшие город, отказались воевать до тех пор, пока им не выплатят задержанное жалованье, и шведы легко взяли город. «Защитников» «перебили на месте», в результате чего погибло 3000 человек по сравнению с 800 жертвами на шведской стороне. Взятый город был разграблен.

## Результаты
Назначенный губернатором Франкфурта шотландец Джон Лесли, помимо подготовки обороны от имперских войск, был вынужден решать задачу срочного погребения тысяч тел. В течение шести дней были созданы огромные братские могилы, в которых трупы были погребены сотнями.
Франкфурт стал надёжным прикрытием шведского тыла. 23 апреля шведы успешно завершили осаду другого важного города в Бранденбурге — Ландсберга-на-Варте. После этого Георг Вильгельм был вынужден подписать с Густавом Адольфом соглашения, предоставившие в распоряжение шведов военные ресурсы Бранденбурга.